# Ernst Gaber (Bauingenieur)
Ernst Gaber (* 12. April 1881 Mannheim; † 25. Oktober 1952 Heidelberg) war ein deutscher Bauingenieur und Hochschullehrer.

## Leben

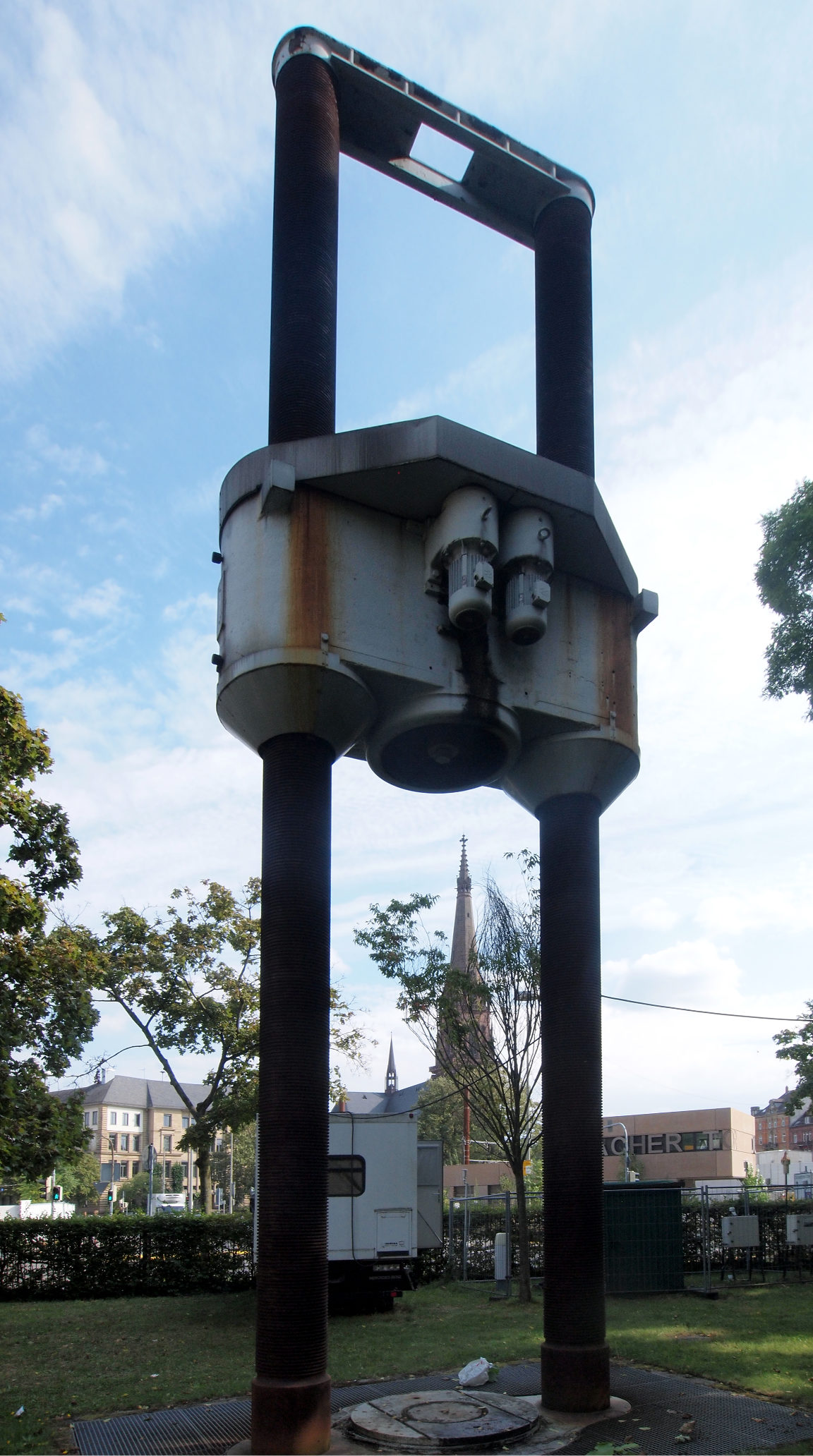
Prüfpresse

Gaber war der Sohn des Schreinermeisters Adam Gaber. Er heiratete 1909 Erna Ottilie Killinger (* 12. April 1889), Tochter des Geheimen Regierungsrats Emil Killinger. Während seines Studiums wurde Gaber Mitglied der Karlsruher Burschenschaft Tulla. Nach seiner Promotion zum Dr.-Ing. im Jahr 1913 über das Thema Bau und Berechnung gewölbter Brücken und ihrer Lehrgerüste bei Friedrich Engesser nahm er 1921 einen Ruf an die Technische Hochschule Karlsruhe an. Hier übernahm er den Aufbau eines Prüfraums zur Durchführung von experimentellen Untersuchungen. Dieser Prüfraum legte den Grundstock für die Versuchsanstalt für Stahl, Holz und Steine, die im Jahr 2011 ihr 90-jähriges Bestehen feierte. Zum 1. Dezember 1932 trat Gaber in die NSDAP ein (Mitgliedsnummer 1.405.628). Ende der 1930er Jahre wurde auf dem Gelände der Technischen Hochschule Karlsruhe der sogenannte „Gaber-Turm“, errichtet, in dem die damals größte stehende dynamische Prüfmaschine der Welt mit einer Maximallast von 5.000 t installiert wurde. Im Mai 1945 wurde er aufgrund seiner Mitgliedschaft in der NSDAP aus dem Hochschuldienst entlassen, konnte aber nach seiner Einstufung als Mitläufer im Spruchkammerverfahren im Jahr 1947 seine Lehr- und Forschungstätigkeit bis zu seiner Emeritierung 1950 fortsetzen.
Sein Nachfolger im Amt wurde 1949 Otto Steinhardt.

## Schriften
- Die Geultalbrücke bei Aachen. In: Verkehrstechnik, 2. Jahrgang, Heft 25 (5. September 1921), S. 379–382.